# Сорочино (Петриковский район)
Сорочино (укр. Сорочине) — село,
Шульговский сельский совет,
Петриковский район,
Днепропетровская область,
Украина.
Код КОАТУУ — 1223783807. Население по переписи 2001 года составляло 360 человек .

## Географическое положение
Село Сорочино находится на правом берегу реки Орель (новое русло),
примыкает к селу Шульговка.
Рядом проходит автомобильная дорога Т-0412.